# Phyodexia luteonotata
Phyodexia luteonotata är en skalbaggsart som beskrevs av Maurice Pic 1927. Phyodexia luteonotata ingår i släktet Phyodexia och familjen långhorningar. Inga underarter finns listade i Catalogue of Life.